# Natasha Al-Hariri
Natasha Al-Hariri (født 15. februar 1989 i Holland) er en dansk jurist, organisationskvinde og debattør med palæstinensiske rødder. Hun er projektchef i Trygfonden og tidligere direktør for Dansk Flygtningehjælp Ungdom. Hun har i en række tilfælde optrådt i offentligheden, oftest i forbindelse med diskussioner af emner som integration af indvandrere, ligestilling, diskrimination og hverdagen som muslimsk dansker.

## Baggrund og opvækst
Al-Hariris forældre er palæstinensiske flygtninge fra Libanon, og hun blev født i Holland under forældrenes flugt fra landets borgerkrig. Familien kom til Danmark, da hun var fem måneder gammel. Hun er opvokset i Hellerup, uddannet som jurist med speciale i udlændingeret og menneskerettigheder. Hun har tidligere været ansat i organisationen Medborgerne og direktør i Dansk Flygtningehjælp Ungdom. 1. maj 2023 tiltrådte hun som projektchef i Trygfonden.
Al-Hariri var engageret i Ny-Dansk Ungdomsråd,
som hun var formand for fra 2012 til 2013.
Det var under hendes formandskab, at rådet inviterede en kontroversiel sharia-professor. Episoden medførte, at rådet efterfølgende blev nedlagt efter kritik fra Dansk Folkeparti.
Som gymnasieelev deltog hun i 2010 i dokumentarfilmen Fire muslimske stemmer. I 2015 stod Al-Hariri bag den korte tv-dokumentar Hallo, Syrien! Opkald fra flugtruten, der blev udsendt på DR i begyndelsen af 2016.
Tidligere havde hun medvirket i dokumentaren Fire muslimske stemmer fra 2010.
Hun er medlem af Rådet for Etniske Minoriteter
og sidder i bestyrelsen for Refugees Welcome. Hun sidder i bestyrelsen for Gellerup Højskole, en forening, som arbejder for at etablere en folkehøjskole i bydelen Gellerup ved Aarhus.
Al-Hariris mand er Niddal El-Jabri,
der stod bag fredsringen efter Skuddramaerne i København 2015 og er direktør for Mino Danmark.

## Stemme i den offentlige debat
Al-Hariri har optrådt, været portrætteret og omtalt i en række aviser, radio- og TV-udsendelser i mange sammenhænge, der dog normalt altid har forbindelse til debatten om integration af indvandrere. Hun er erklæret feminist 
og har med Berlingskes ord markeret sig som en klar røst i den muslimske kønskamp. Til avisen har hun fortalt, hvordan hun som 10-årig under et besøg hos danske legekammerater bemærkede, at mænd også kunne lave mad og brødre dække bord. Hun var ellers vokset op med, at hun sammen med sin mor stod i køkkenet og klarede rengøringen, mens brødrene spillede PlayStation, men mødet med de danske kønsroller var en øjenåbner. Hun gik direkte hjem og proklamerede, at hun ikke ville hjælpe til, før mændene i hjemmet gjorde det samme. Og så begyndte de at hjælpe.
Al-Hariri har ved en række lejligheder skildret sin hverdag som muslimsk dansker, blandt andet hvordan hun, siden hun var 13 år, har insisteret på at gå med tørklæde, og samtidig på at holde juleaften i sit hjem, så hendes børn også kommer til at vokse op med danske traditioner. Blandt andre emner har Natasha Al-Hariri været med til i offentligheden at gøre opmærksom på, at boligsøgende med et mellemøstligt klingende navn bliver udsat for diskrimination, når de søger en lejlighed, og at de ofte møder tilsvarende mekanismer, når de søger en læreplads. Hun har også deltaget i debatten om, hvordan man kan undgå radikalisering af unge fra minoritetsgrupper.